# Jacques de Vaulx
« Jacques Devaulx » redirige ici. Ne pas confondre avec Jacques Devaux.
Jacques de Vaulx ou Devaulx, parfois orthographié de Vaux, né au Havre autour de 1557 et mort en 1597, est un cosmographe et pilote hauturier au port du Havre, et l'auteur d'un manuel de navigation manuscrit intitulé Premières Œuvres de Jacques de Vaulx conçu au cours de son voyage aux Amériques.

## Biographie
Fils de Jeanne Vymont et d’un capitaine de navire originaire du Calvados, il est le cinquième enfant de la famille. Il se marie en 1584 avec Françoise Plaimpel. De 1585 à 1587, il part explorer le fleuve Amazone comme pilote major sur le navire la Normande de 120 tonneaux commandé par Guillaume Le Héricy, sieur de Pompierre. C'est au cours de ce voyage qu'il conçoit son manuscrit intitulé Premières Œuvres de Jacques de Vaulx. Son jeune frère, Pierre de Vaulx (quelquefois orthographié Devaux) est aussi l'auteur, ultérieurement, en 1613, d'une carte marine richement enluminée.

## Œuvre

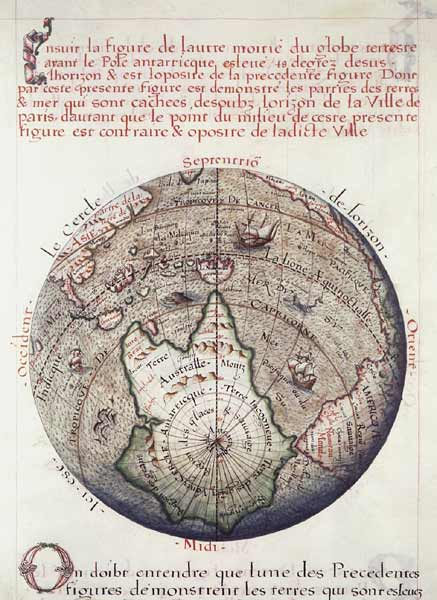
Le pôle antarctique, Jacques de Vaux, Premières Œuvres, 1583

L'ouvrage est un traité de navigation, d’hydrographie et de cartographie à l’usage des marins. Une première version en date de 1583 est dédié à l’amiral de Joyeuse. Il se compose de 31 feuillets richement illustrés et commentés. Une deuxième version un peu améliorée date de 1584. Les illustrations représentent la recherche de la longitude par la micrométrie de l’aimant, la mesure de la déclinaison magnétique sur la terre ferme avec une boussole et une alidade visant l’Étoile polaire, ainsi que l'observation de la hauteur angulaire d'un astre avec le bâton de Jacob. Un folio montre aussi trois navigateurs à terre utilisant des boussoles et l’astrolabe pour essayer de trouver leur longitude. La façon de disposer les roses des vents est illustrée.
Jacques de Vaulx est aussi l'auteur d'une carte d'Amérique, datée de 1584, parchemin de grande taille (0,580m x 0,810m) en forme de demi planisphère, qui tient compte des explorations précédentes et se présente comme « une véritable carte politique du continent américain » à son époque .

## Divers
Il existe une rue « Jacques de Vaulx » au Havre dans le quartier de l'Eure